# نادي الاتحاد المغربي
نادي الاتحاد الرياضي  (بالإنجليزية: Union Sportive Marocaine US)‏ والمختصر عادة باسم USM، هو نادٍ رياضي مغربي قديم من مدينة الدار البيضاء تأسس في (13 أبريل 1913) وكان يتوفر على سبعة أنواع رياضية. اندثر فرع كرة القدم سنة 1958، لكن لايزال ينشط في رياضات أخرى.

## التاريخ
نادي الاتحاد الرياضي الذي كان معروفا اختصارا باسم الياسام (USM) كان يحصد الأخضر واليابس في المغرب. هذا النادي الذي كان ينثر إبداعاته بملعب فيليب، لعب له عدة لاعبين من طراز عالمي كالعربي بن مبارك الجوهرة السوداء المغربية وهداف كل من نادي مارسيليا وأتلتيكو مدريد فيما بعد، وكذلك أبرز هداف في تاريخ المونديال جاست فونتين، إضافة لعبد الرحمن بلمحجوب الذي لعب لكبار الأندية الفرنسية وماريو زاتللي هداف نادي مارسيليا. هذه التركيبة الخرافية من اللاعبين جعلت هذا النادي الأكثر تتويجا ليس فقط في المغرب بل كذلك على المستوى الإفريقي بحصده لأزيد من خمسين لقب، منها 15 لقب للبطولة المغربية، 5 كأس المغرب و 11 لقب لكأس السوبر، وألقاب محلية أخرى، وقاريا حقق 5 ألقاب لبطولة شمال إفريقيا ولقبين لكأس شمال إفريقيا ولقبين لكأس سوبر شمال إفريقيا.

## الإنجازات
| البطولات              | عدد الألقاب | سنوات الألقاب                                                                             | سنوات الوصافة                                   |
| --------------------- | ----------- | ----------------------------------------------------------------------------------------- | ----------------------------------------------- |
| الدوري المغربي        | 15          | 1917، 1918، 1919، 1932، 1933، 1934، 1935، 1938، 1939، 1940، 1941، 1942، 1943، 1946، 1952. | 1916، 1920، 1931، 1936، 1944، 1945، 1951، 1953. |
| كأس السوبر            | 10          | 1934، 1935، 1936، 1938، 1939، 1941، 1942، 1943، 1945، 1953.                               | 1940، 1944، 1946، 1951، 1952.                   |
| كأس المغرب            | 7           | 1936، 1938، 1939، 1940، 1941، 1944.                                                       | 1926، 1933.                                     |
| كأس النخبة المغربية   | 3           | 1942، 1943، 1947.                                                                         | 1951، 1952.                                     |
| كأس إفتتاح الموسم     | 4           | 1944، 1950، 1952، 1956.                                                                   | 1945، 1949.                                     |
| بطولة شمال إفريقيا    | 5           | 1932، 1933، 1934، 1942، 1952.                                                             | 1938، 1939، 1946.                               |
| كأس شمال إفريقيا      | 2           | 1947، 1953.                                                                               | 1932، 1933، 1934، 1935.                         |
| كأس سوبر شمال إفريقيا | 3           | 1933، 1934، 1942.                                                                         | 1947                                            |